# Museijärnvägen Hoorn–Medemblik

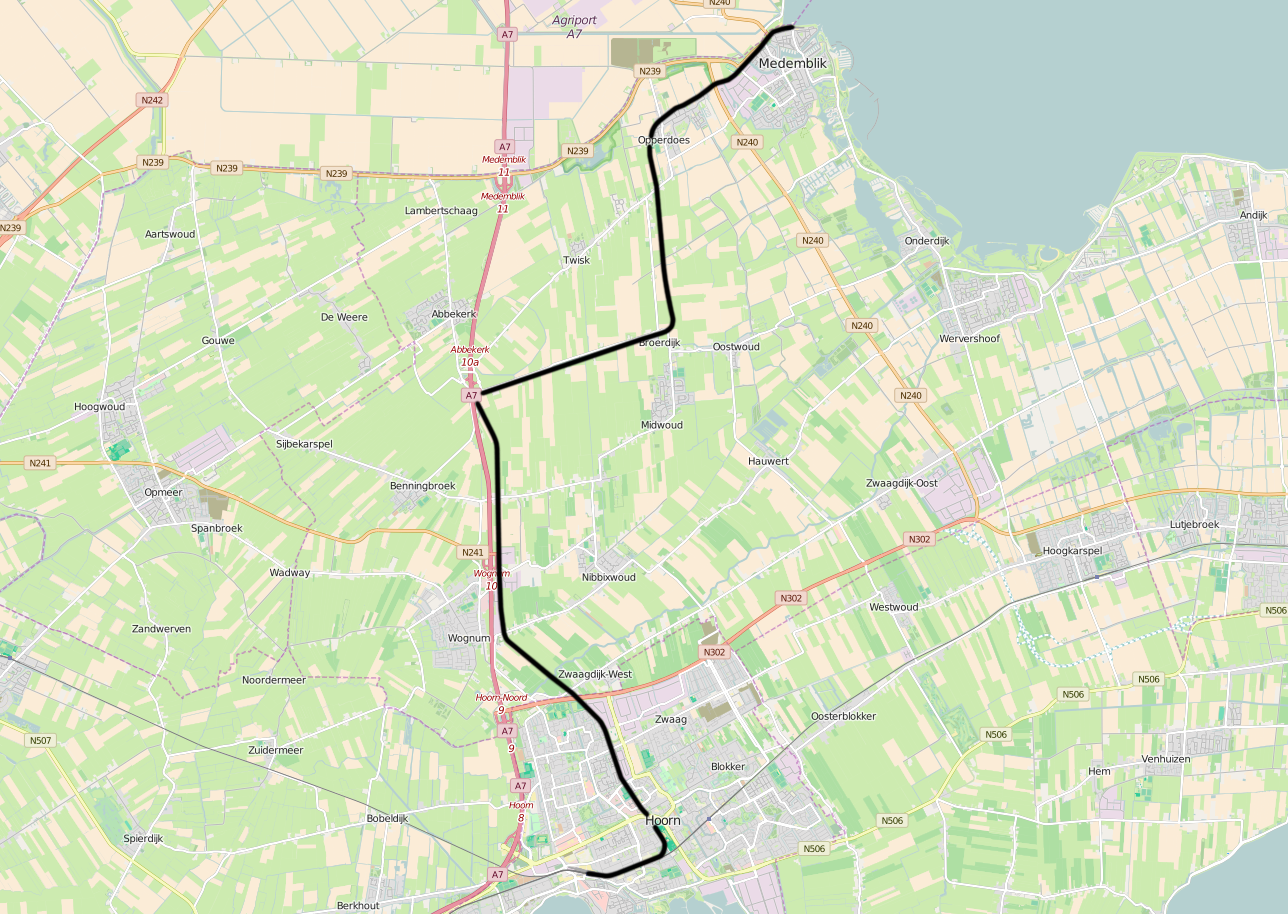
Bankarta

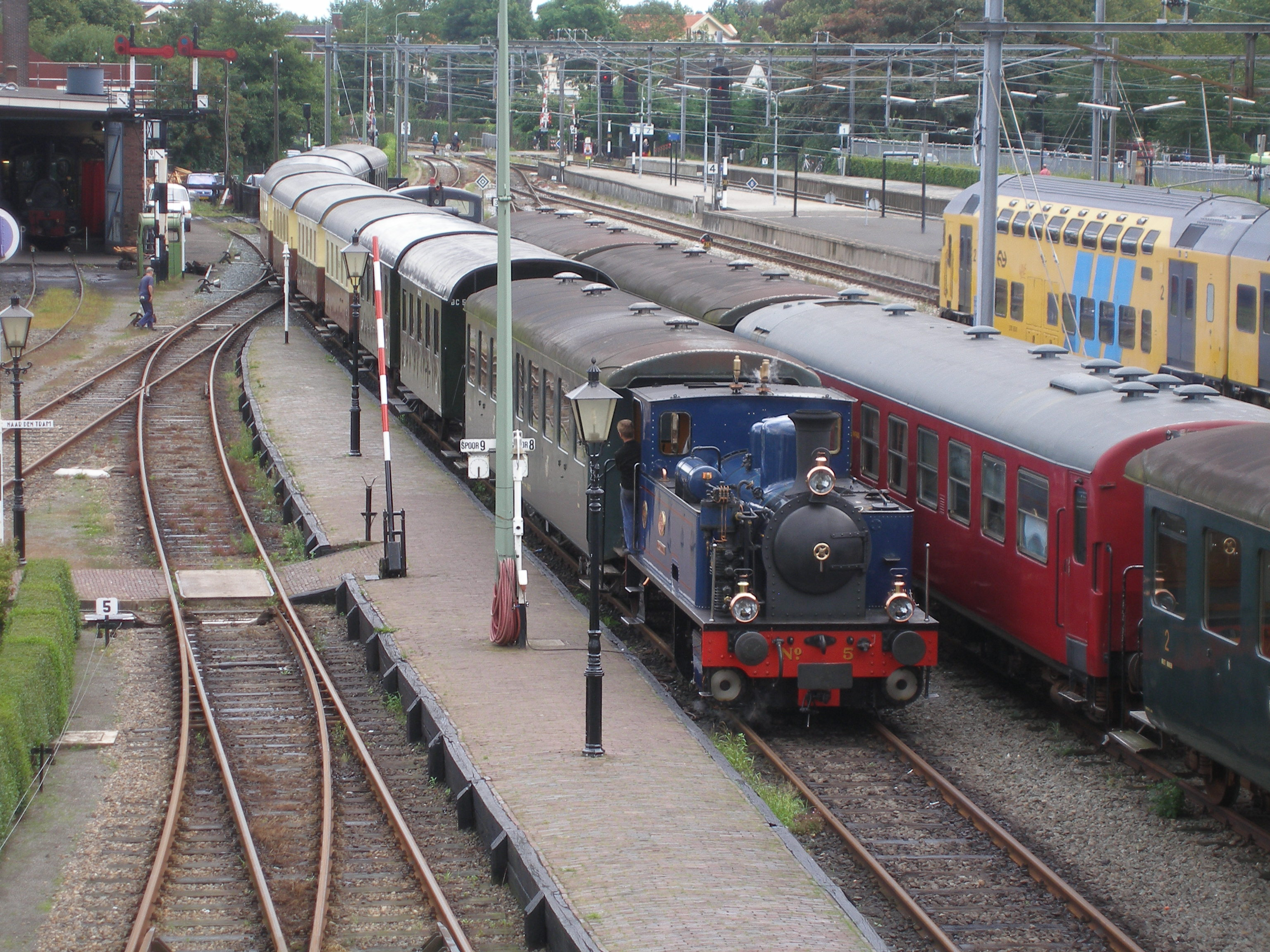
SHM 5 "Enkhuizen" på bangården i Hoorn

Museijärnvägen Hoorn–Medemblik (SJM) är en nederländsk museijärnväg i Västfriesland. Museiföreningen driver också båtlinjen Medemblik - Enkhuizen med museifartyget M/S Friesland.
Museijärnvägen använder rangergården på Hoorns station och delar av den tidigare järnvägens lok- och vagnpark. Den började göra turer 1968 på den tidigare järnvägslinjen mellan Hoorn och Medemblik, som öppnades 1887.
Stationsbyggnaderna i Wognum-Nibbixwou, Twisk och Opperdoes och signalbyggnaden i Hoorn, som kommer från Kesteren, har restaurerats. Medembliks stadsfullmäktige beslutade 2007 att köpa stationsbyggnaden Abbekerk-Lambertschaag.

## Bildgalleri

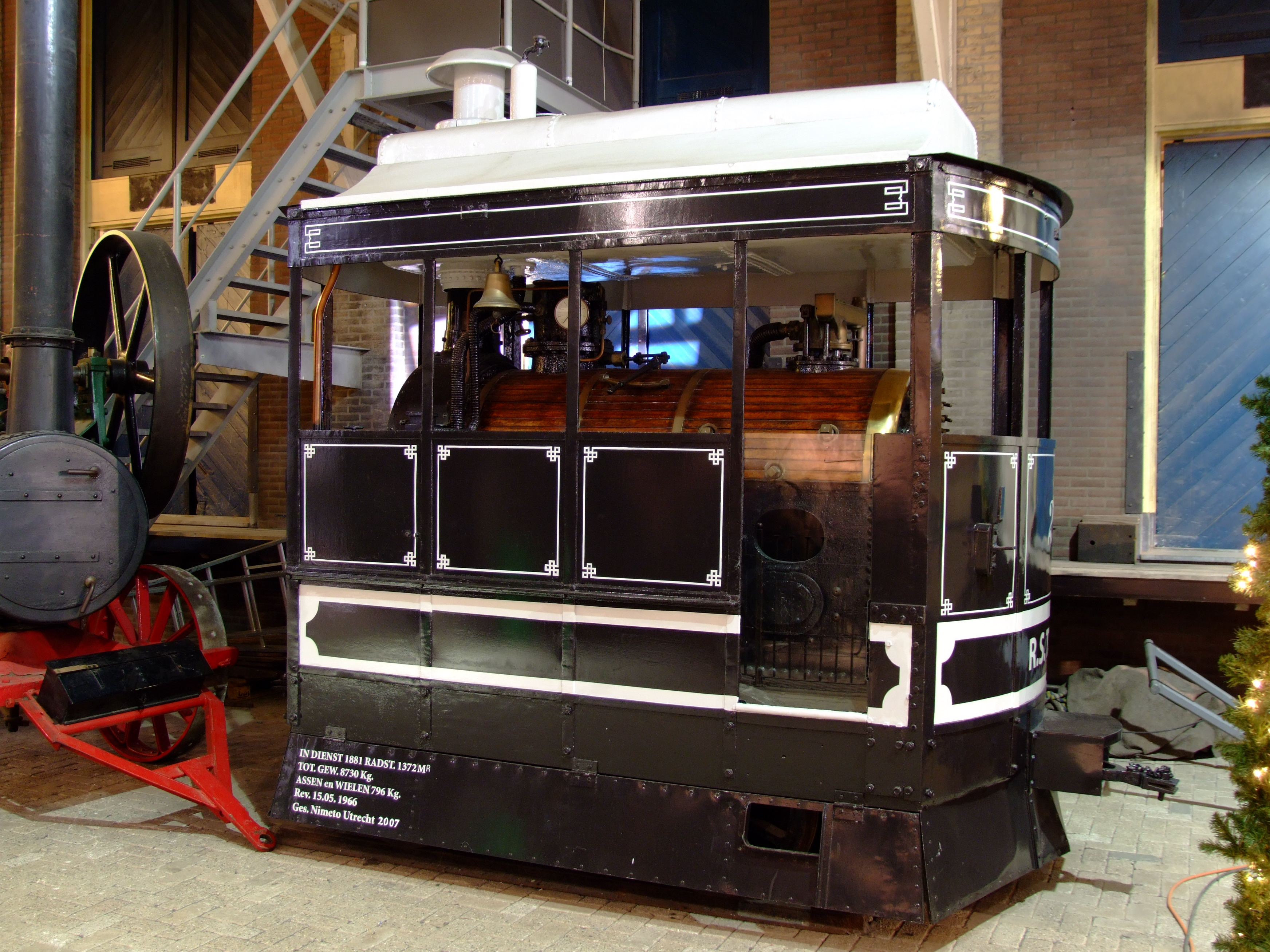
Lokomotiv 2, tillverkat 1881 av Merryweather & Son
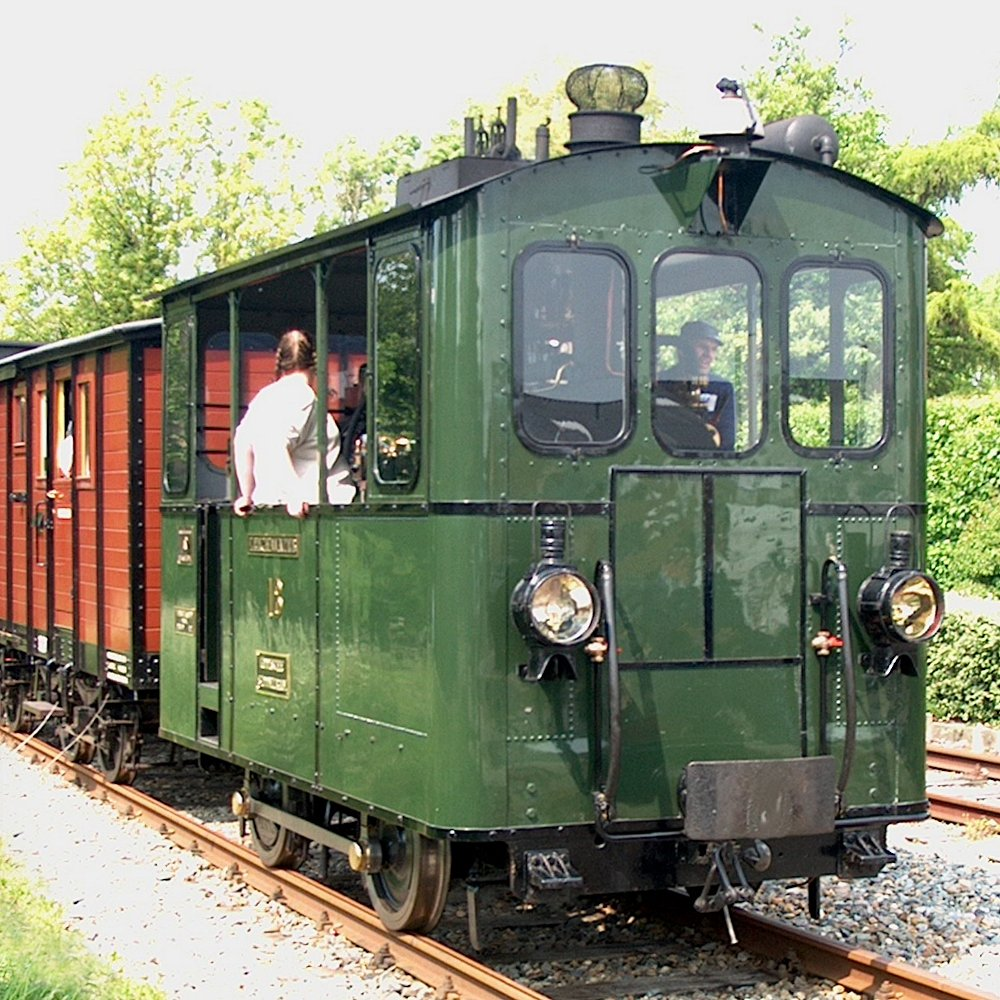
Lokomotiv 18 "Leeghwater", tillverkat 1921 av Henschel & Sohn, i Hoorn
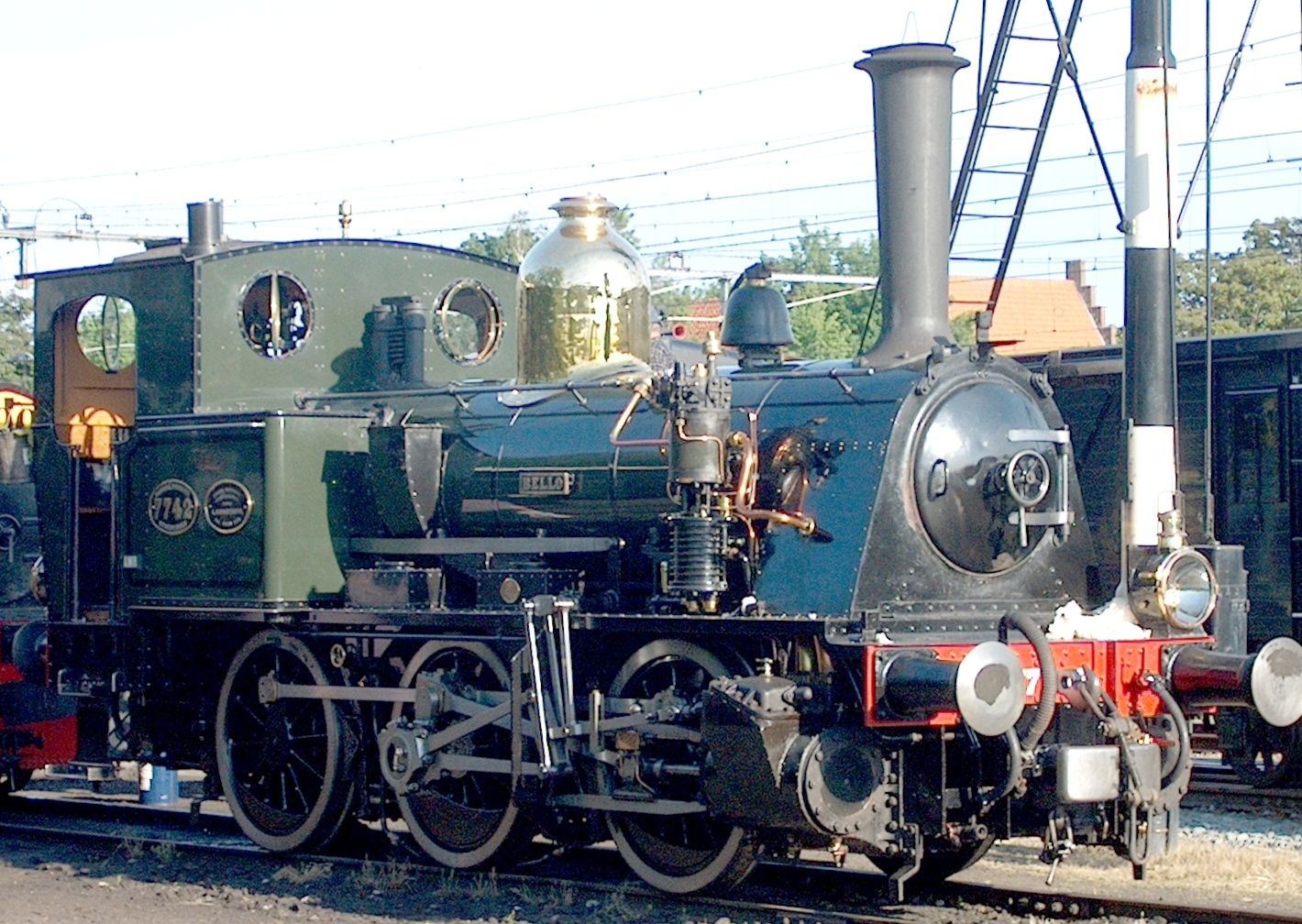
Lok NS 7742 "Bello"
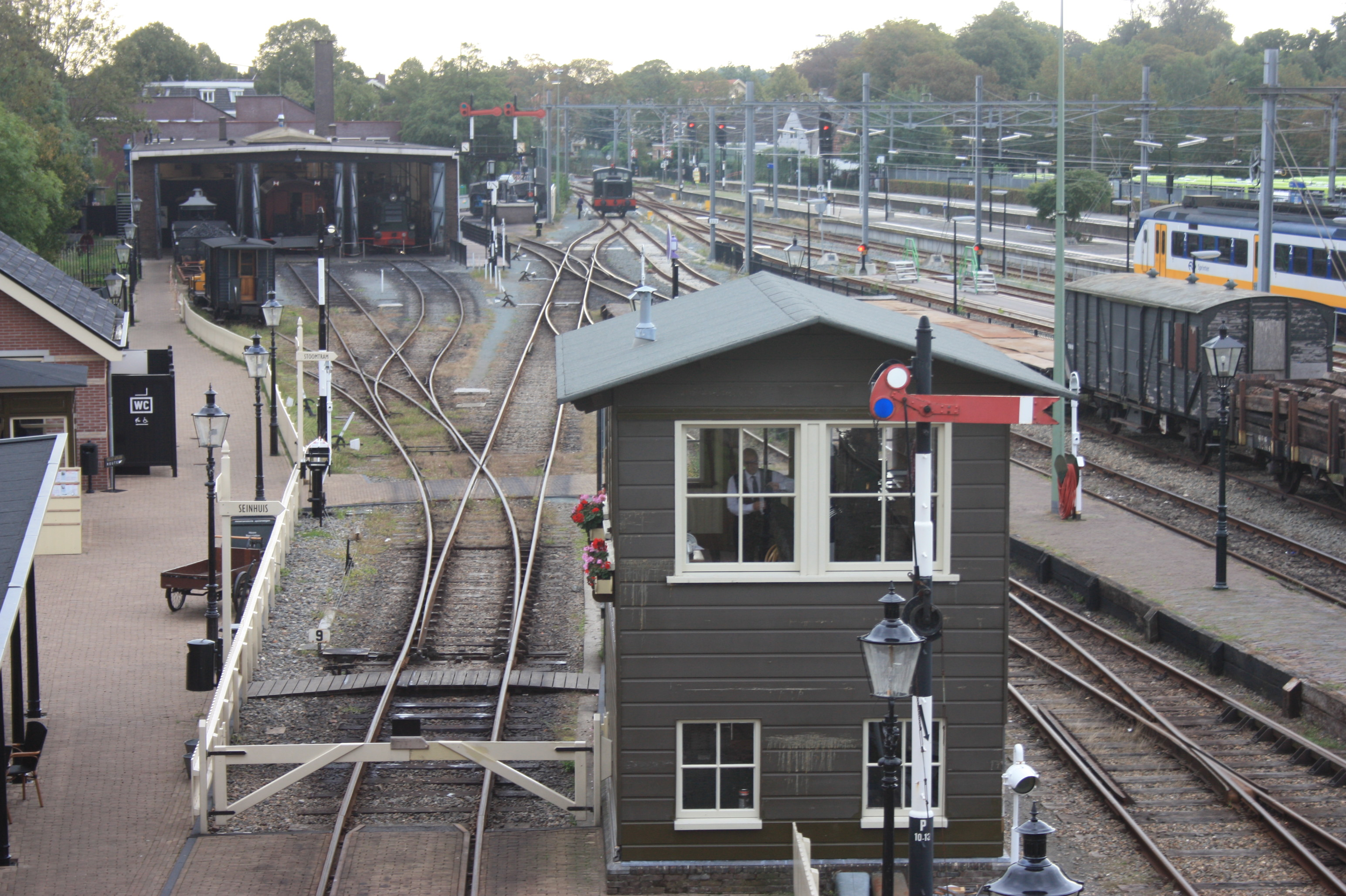
Lokstall i Hoorn
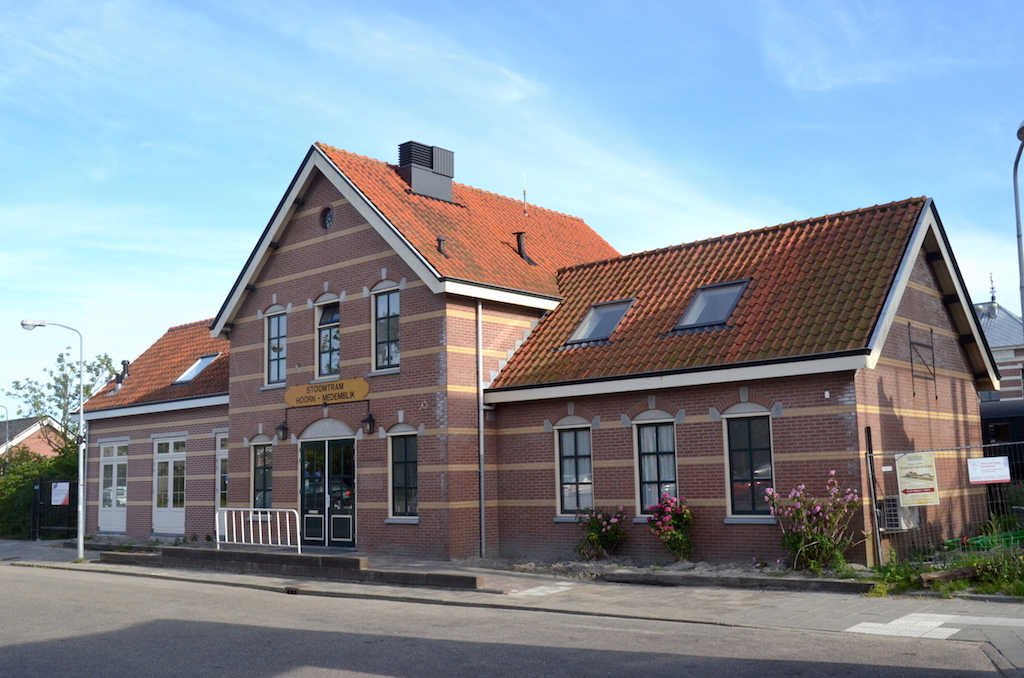
Station Hoorn
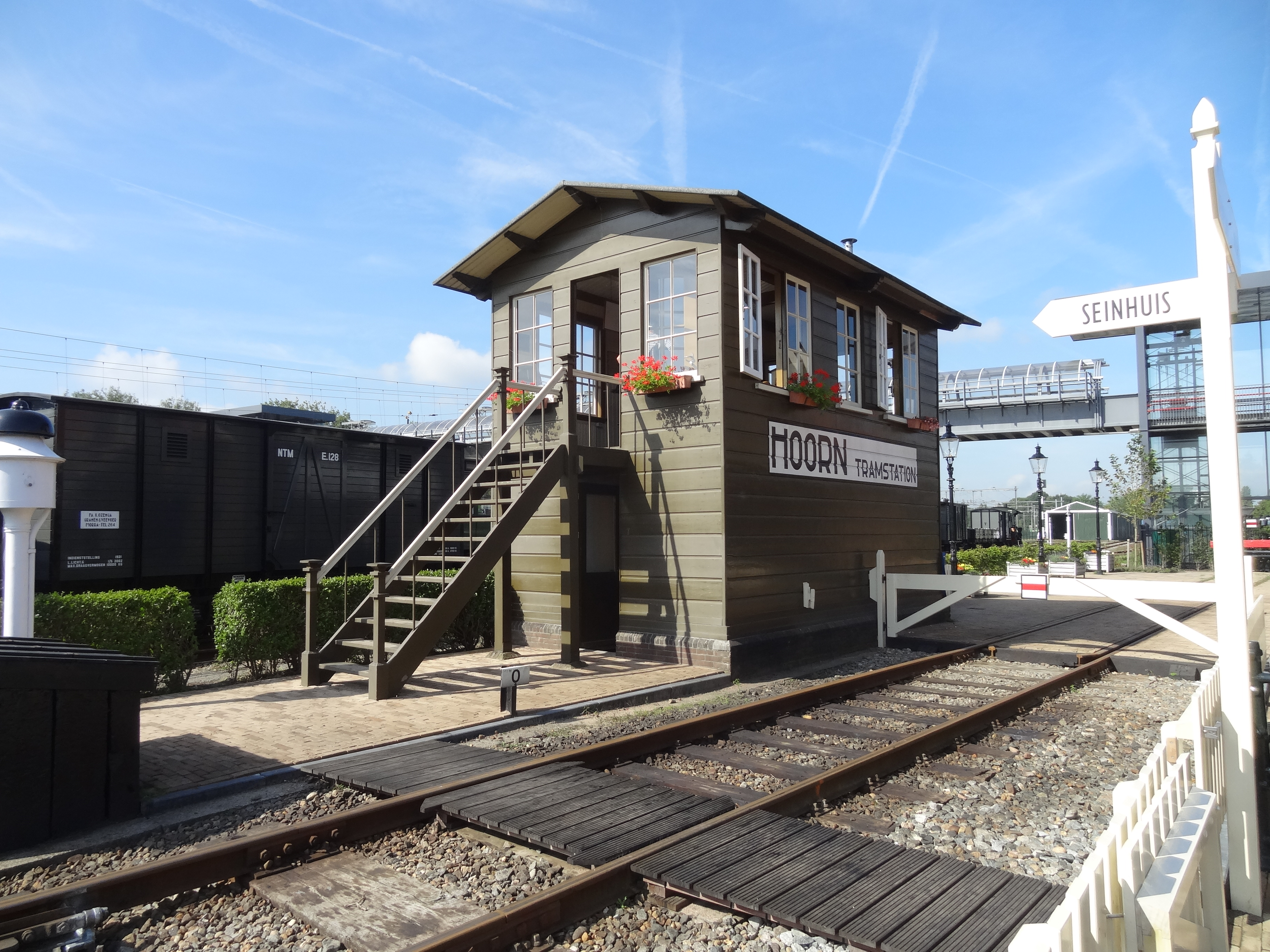
Det gamla signalhuset från Station Kesteren
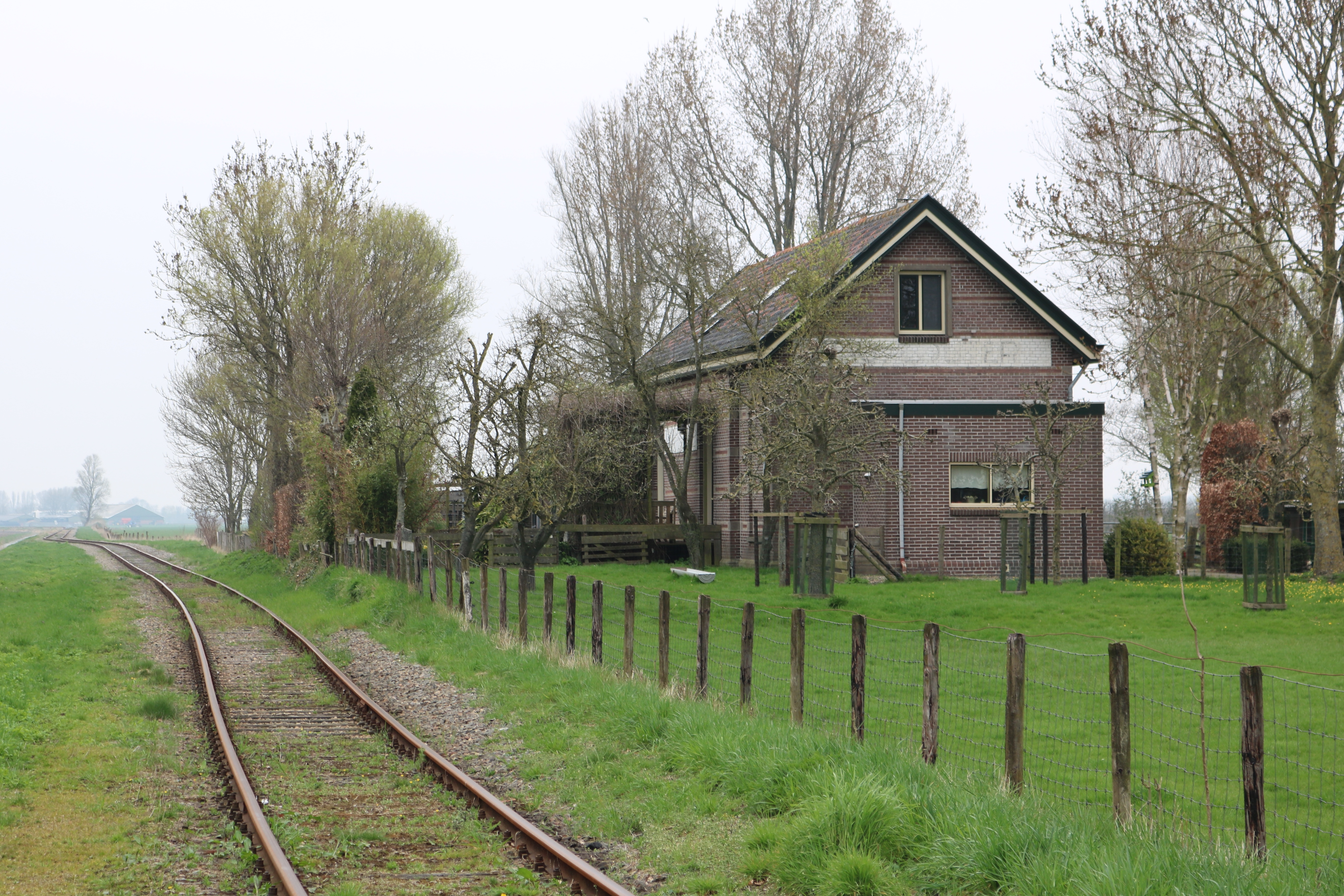
Station Benningbroek-Sijbekarspel
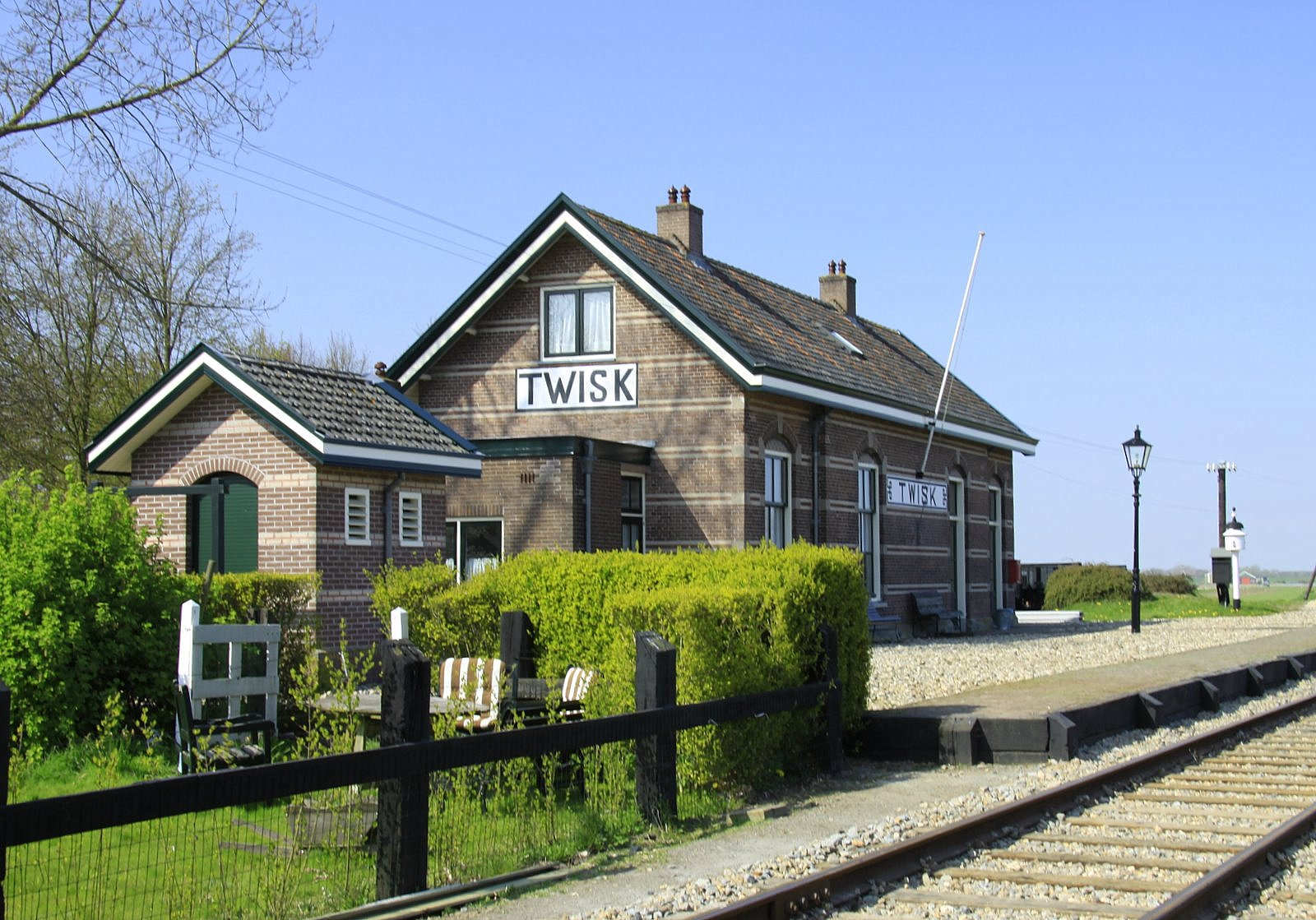
Station Twisk
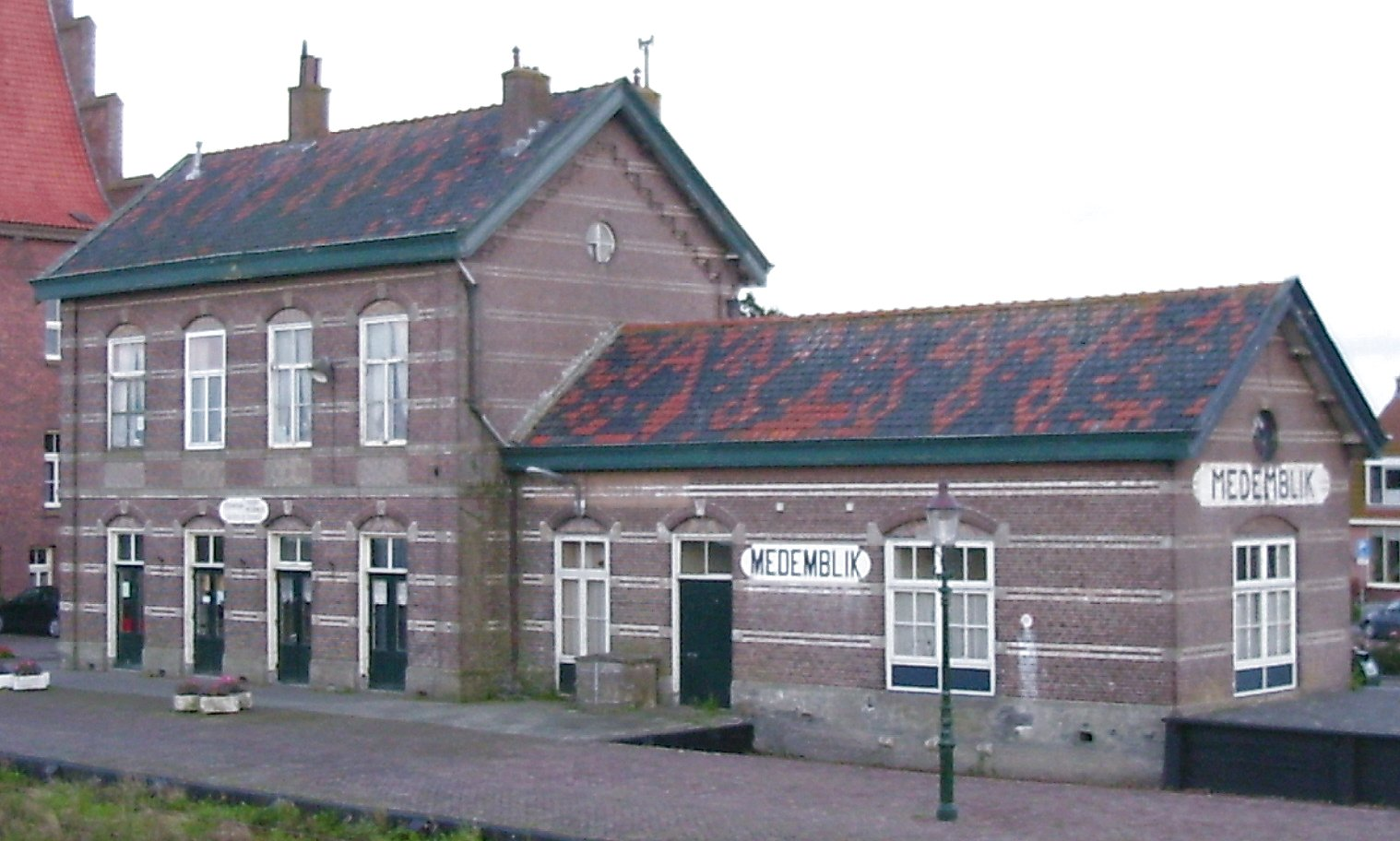
Station Medemblik